# NGC 3396
NGC 3396 este o galaxie situată în constelația Leul Mic. A fost descoperită în 7 decembrie 1785 de către William Herschel. Se află la o distanță de 27,1 de megaparseci de Pământ.